# Грибова Олена (Іглан) Іванівна
Олена (Іглан) Іванівна Грибова (нар. 31 травня 1919, Камбуліно, Алтайський край — пом. 17 листопада 1986, місце смерті невідомі) — радянська оперна співачка, меццо-сопрано, ерзянка за національністю.

## Життєпис
Іглан Грибова народилася 1919 року на займанщині Камбуліно в Алтайському краї. Займанщина складалася всього з трьох будинків. Отець Іван Купріянович Грибов — по професії пічник, за національністю мордвин-ерзя, народився в селі Старославкіно Петровського повіту Саратовської губернії. Покинув рідні місця через важке матеріальне становище родини. Мати — Анастасія Тимофіївна Грибова.
У батька був гарний голос (тенор), завдяки чому він заробляв у тому числі церковним співом протягом 20 років. Іглан була десятою дитиною в сім'ї, на момент її народження матері, Анастасії Тимофіївні, виповнилося 52 роки. Всі дівчатка в сім'ї відрізнялися гарними природними голосами. Батько завжди брав маленьку Іглан з собою, коли йшов співати в церкву. Вже будучи дорослою, Іглан Іванівна відзначала, що, незважаючи на від'їзд з рідних місць, у родині зберігалися ерзянські традиції та мова.

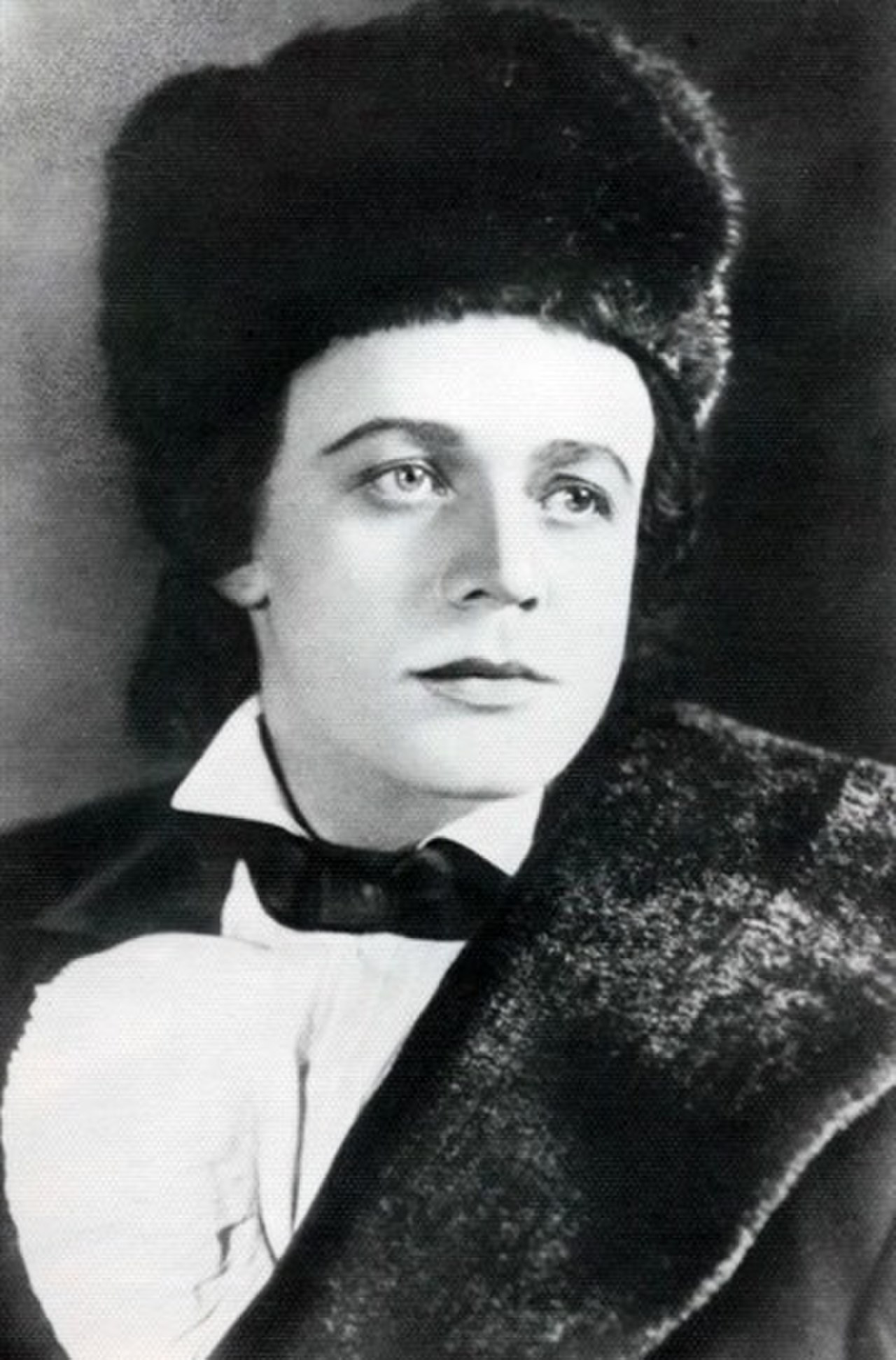
Сергій Лемешев

Співачка завжди говорила: «Іглан — це стародавнє ерзянське ім'я, його немає в святцях. Це ім'я мені дали батьки».
У 1926 році батько відвіз Олену з братом вчитися до Алма-Ати. Дівчинка закінчила там 9 класів. Одночасно працювала в ТСОАВІАХІМі черговою по готелю. Вечорами співала в хорі.

## Початок навчання
У 1935 році Іглан приїхала до Москви навчатися співу. У московському музично-театральному училищі імені А. К. Глазунова її зустріли привітно, але вона була занадто молода для прийняття в оперне відділення, і її зарахували на драматичне, де вона провчилася до 1941 року, після чого була переведена на оперне відділення. Її наставницею стала Олена Дмитрівна Бородачова. Вона замінила юній співачці матір: допомагала не тільки професійними порадами, але і грошима, розуміючи, як важко дівчині навчатися. Вдень Іглан навчалася, вечорами працювала в театрі в масовці.

## Початок кар'єри
Після закінчення навчання Іглан була запрошена до Куйбишевського оперного театру (нині Самарський театр опери та балету), де дебютувала, виконавши партію Ольги в опері «Євгеній Онєгін» Петра Чайковського. На свій дебютний виступ вона запросила маму, на місце в першому ряду.
У 1944 році, пройшовши конкурс з 60 чоловік, була зарахована до трупи Большого театру. Так вона стала «першою мордовкою, що виступає на сцені Великого театру». У театрі пропрацювала близько 20 років і заспівала близько 30 партій. Велику допомогу в становленні їй надала В. В. Барсова — народна артистка СРСР, яка з увагою поставилася до молодої дівчини. В архіві Іглан Іванівни було багато фотографій, де вона зображена разом з В. В. Барсовою, М. П. Максаковою, С. Я. Лемешевим: їх пов'язувала не тільки дружба, а й спільна робота. У Большому театрі співала до 1970 року.

## Партії

### Большой театр
- Дебютувала в опері «Демон» А. Г. Рубінштейна — Ангел
- «Євгеній Онєгін» П. І. Чайковського — Ольга
- «Мадам Батерфляй» Д. Пуччіні — Судзукі
- «Фауст» Ш. Гуно — Зібель
- «Ріголетто» Д. Верді — Маддалена
- «Ромео і Джульєтта» Ш. Гуно — Стефано
- «Лакме» Л. Деліба — Малліка
- «Фра-Дьяволо» Д. Обера — Памела
- «Травіата» Д. Верді — Флора
- «Винова краля» П. І. Чайковського — Поліна
- «Царева наречена» М. А. Римського-Корсакова — Дуняша
- «Борис Годунов» М. П. Мусоргського — Федір

## Поїздки до Мордовії
Іглан Іванівна часто відвідувала Мордовію, де виконувала пісні на ерзянською мовою. Особистий архів Іглан Іванівни зберігається в Центральному архіві республіки Мордовія, куди він був переданий в 1991 році.

## Нагороди та звання
- Указом Президії Верховної Ради СРСР від 21 травня 1951 року співачка була нагороджена орденом «Знак Пошани».
- У 1955 році їй було присуджено звання Заслуженої артистки Марійської автономної радянської республки.